# シミバレー
シミバレー（英: Simi Valley）は、アメリカ合衆国カリフォルニア州南部のベンチュラ郡にある都市。人口は12万6356人（2020年）。シミバレーという平原に位置している。ロサンゼルス大都市圏の中にあるが、ロサンゼルスとの間にはサンフェルナンド・バレーがある。
シミバレーは、2004年に死去した元大統領ロナルド・レーガンが葬られているロナルド・レーガン大統領図書館がある所として知られている。1992年にはロサンゼルス暴動の引き金になったロドニー・キング事件で、告発されたロサンゼルス市警の4人の警察官を無罪放免することになった裁判が行われメディアの注目を浴びた。
シミバレー市はサンタスザーナ山脈とシミヒルズに囲まれ、サンフェルナンド・バレーの西、コネホ・バレーの東にある。ベンチュラ郡内の都市やロサンゼルス市に通勤する住民が多い。民間調査会社NICHEの2025年のデータでは教育環境と民族構成が良好である。平均住宅価格は全米平均値の2倍以上とかなり高い。

## 歴史

### 先コロンブス期
シミバレー市となった地域には、1万年から1万2千年前にサリナス・バレーからサンタモニカ山脈までこの地域の大半にも入っていたチュマシュ・インディアンが住んでいた。およそ5000年前にドングリを加工し、湿地植物を収穫するようになった。さらに2000年後、狩猟と漁労の技術が改良され、人口がかなり増加した。この人口急増から間もなく、石の貨幣が流通するようになり、気候変動による有効資源の変動に対しても生存していけるようになっていった。シミバレーという名前はチュマシュ族の言葉「シミイ」を語源とし、この地域によくある筋を引き糸のような雲を意味すると言われている。

### 植民地時代のランチョと町の成長
ランチョ・シミ、またの名をランチョ・サンホセ・デ・ヌエストラ・セニョーラ・デ・アルタガルシア・イ・シミと呼ばれた土地は現在のベンチュラ郡東部とロサンゼルス郡西部の広さ113,000エーカー (452 km²) のものであり、1795年にスペイン総督のディエゴ・デ・ボルシアからフランシスコ・ハビエル・ピコとその2人の兄弟、パトリシオ・ピコとミゲル・ピコに与えられたスペインの土地特許によるものだった。ベンチュラ郡とサンタバーバラ郡の中でスペインからの土地特許としては最も初期のものだった。ランチョの名前「シミ」は、スペイン人が入る前にあったチュマシュ族インディアンの集落の名前を採った。ここは最大級の土地区画だったが、メキシコがスペインから独立した後には土地がより自由に分割されるようになった。ロバート・P・ストラシアンの家屋となったシミ・アドベ・ストラシアン・ハウスがこのランチョの中心として機能した。
サンタバーバラ・プレシド（砦）の大尉、ホセ・デ・ラ・グエラ・イ・ノリエガがカリフォルニアで大量の土地を手に入れて牛を育て始めており、1842年にピコ家からランチョ・シミも買収した。1858年にホセ・デ・ラ・グエラが死んでから数年後、このランチョはペンシルバニア鉄道の社長であるトマス・アレクサンダー・スコットが率いるフィラデルフィア・カリフォルニア石油会社に売却された。ここで大量の石油が発見されなかったので、スコットはランチョを売却し始めた。1887年、ランチョの一部が新しく結成されたシミ土地水会社に買収された。サンタスザーナ・デル・ランチョ・シミと呼ばれたこの小さな開拓町は19世紀後半に繁栄し、スペイン語を話す住民が大勢を占めたが、イングランド系アメリカ人が到着して入植し、農場、果樹園および低木が支配的な土地の外観は1970年代まで続くことになった。
郵便用の住所は短期間シミポリスと呼ばれたが、間もない1910年には短縮されてシミと呼ばれるようになった。1890年には町の北東部に最初の公立学校が建設されたが、1926年には解体された。1952年の洪水で多くの建物が破壊された。この町は1969年にシミバレーという名前で市政を布いたが人口は1万人に過ぎなかった。1972年、市の東端にボーイズ・タウン・ウェストが設立された。この青少年向けキャンプ場はネブラスカ州に古くからあった大型のボーイズ・タウンを基にしていた。

### ロドニー・キング裁判
1991年11月27日、カリフォルニア控訴裁判所判事のスタンレー・ワイスバーグがロサンゼルス市警察の巡査に対する裁判の場所にシミバレーを選定した。この4人の警官は1991年3月3日にアフリカ系アメリカ人の運転手ロドニー・グレン・キングに対して不必要に殴打したとして告発されていた。この「ロドニー・キング裁判」と呼ばれたものは或る第三者が撮影したビデオフィルムを証拠にしていた。このビデオ映像が全国に放映され、その殴打が人種的な動機に基づくと考えられたために大きな反響を呼んだ。この裁判のためにシミバレーを選定したのは、当時住民の大半を白人が占めていたためと考えられている。
1992年4月29日、ベンチュラ郡の陪審員団は4人の警官の内3人の無罪を認め、1人については判断を下さなかった。この予想されなかった結果は陪審員団の人種と社会階級的な構成の結果だと考える者が多かった。陪審員団はこの地域の人種構成を反映して、白人10人、フィリピン出身1人、ヒスパニック系1人という内訳だった。陪審員団のうち3人は保安要員あるいは軍人だった。この無罪評決が1992年のロサンゼルス暴動、さらには全国的な大衆抗議に繋がった。

### 山火事

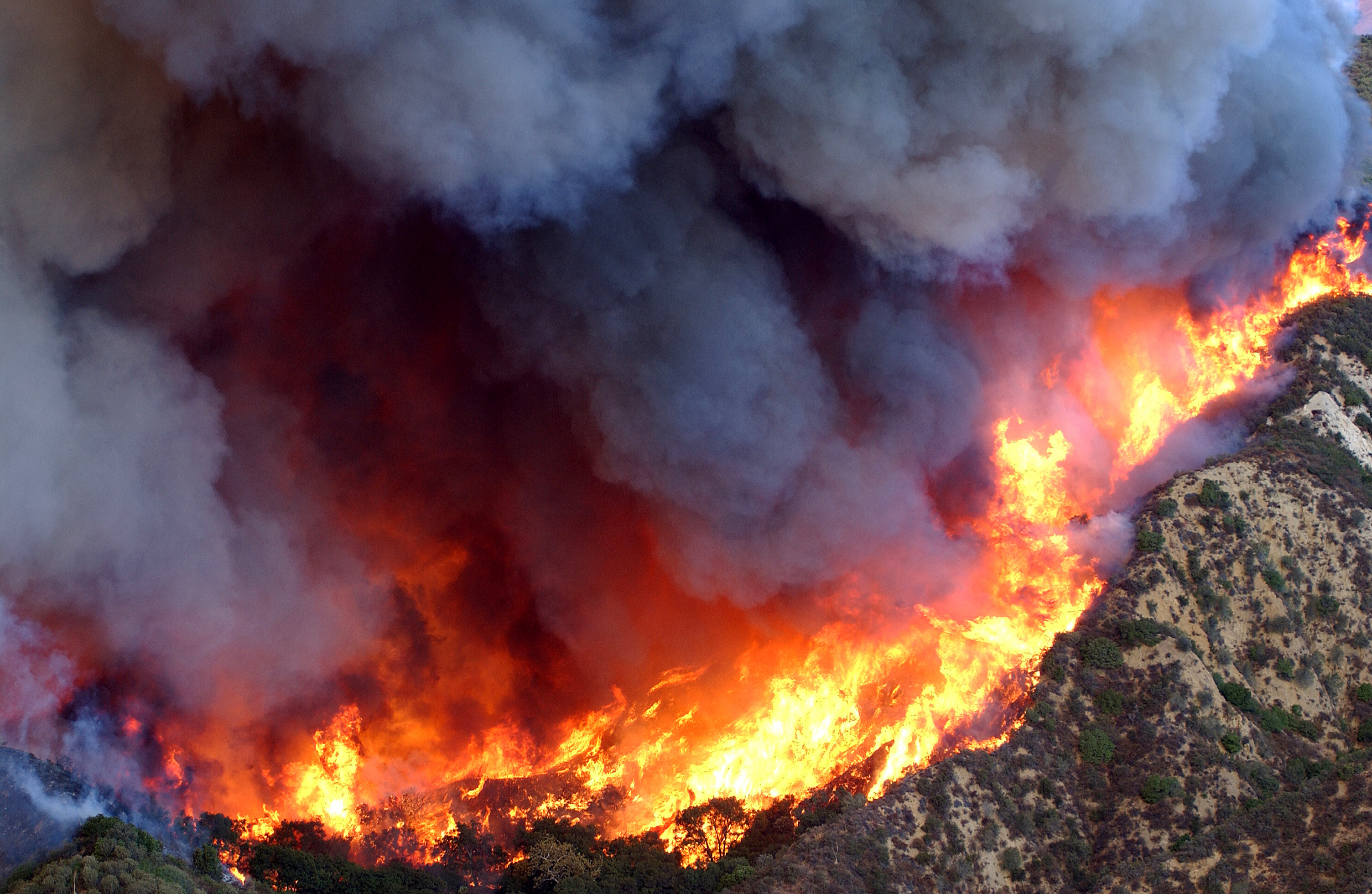
シミバレー付近の山火事、2003年10月

南カリフォルニアはその気候と強風のために火災の危険性が高い。
2005年9月28日に始まった火災はおよそ7,000 エーカー (28 km2) の範囲を焼いた。9月29日にはこれが17,000 エーカー (69 km2) に拡がったと推計された。ロサンゼルスとベンチュラ郡を分ける線に沿って、乾燥した雑木林、低湿度および 90°F (32℃) 代後半の気温という油断のならない組み合わせと対校するために1,000人以上の消防士が投入された。サンフェルナンド・バレーのカノーガ高校には約45人の避難民が集まり、赤十字が小屋を設営し、食事を提供した。1人の消防士が重さ40ポンド (18 kg) の石を手に受けて病院に搬送された。この火災は特に重大な負傷者を出さずに下火になり、消火された。郊外で3軒の家が失われたがシミバレー市内の被害は無かった。

## 地理
シミバレーは北緯34度16分16秒 西経118度44分22秒 / 北緯34.27111度 西経118.73944度に位置し、標高は210 – 300メートルである。アメリカ合衆国国勢調査局に拠れば、市域全面積は39.4平方マイル (102.1 km2)であり、このうち陸地は39.2平方マイル (101.5 km2)、水域は0.2平方マイル (0.6 km2)、水域率は0.63％である。
シミバレーはロサンゼルス市の外れにあるチャッツワースからは北に5キロメートル、ロサンゼルス中心街からは64キロメートル、サンフランシスコ市からは南に610キロメートル、サンディエゴ市からは北に258キロメートル、州都サクラメントからは南に563キロメートルの位置にある。ロサンゼルス市への通勤者はロナルド・レーガン・フリーウェイ（州道118号線）を通るか、シミバレーから1日数本運行されるメトロリンクの通勤列車を利用している。
シミバレーは北はサンタスザーナ山脈、東と南はシミヒルズに囲まれている。東端のサンタスザーナ峠を経てサンフェルナンド・バレーと結ばれている。
シミバレーは地震の危険性も抱えている。このバレーは断層に囲まれており、北西のサンタローザ断層、北東のノースリッジヒルズ断層、南のチャッツワース断層が近い。1994年ノースリッジ地震ではかなりの被害を受けた。

## 気候
| シミバレーの気候                       | シミバレーの気候 | シミバレーの気候 | シミバレーの気候 | シミバレーの気候 | シミバレーの気候 | シミバレーの気候 | シミバレーの気候 | シミバレーの気候 | シミバレーの気候 | シミバレーの気候 | シミバレーの気候 | シミバレーの気候 | シミバレーの気候 |
| 月                                     | 1月              | 2月              | 3月              | 4月              | 5月              | 6月              | 7月              | 8月              | 9月              | 10月             | 11月             | 12月             | 年               |
| -------------------------------------- | ---------------- | ---------------- | ---------------- | ---------------- | ---------------- | ---------------- | ---------------- | ---------------- | ---------------- | ---------------- | ---------------- | ---------------- | ---------------- |
| 最高気温記録 °C （°F）                 | 34 (93)          | 34 (94)          | 38 (100)         | 41 (105)         | 45 (113)         | 45 (113)         | 46 (115)         | 47 (116)         | 46 (115)         | 43 (110)         | 37 (99)          | 36 (96)          | 47 (116)         |
| 平均最高気温 °C （°F）                 | 20 (68)          | 21 (70)          | 22 (72)          | 26 (78)          | 27 (81)          | 32 (89)          | 35 (95)          | 36 (96)          | 33 (92)          | 29 (84)          | 24 (75)          | 21 (69)          | 27.08 (80.75)    |
| 平均最低気温 °C （°F）                 | 4 (40)           | 5 (41)           | 6 (42)           | 7 (45)           | 9 (49)           | 12 (53)          | 14 (57)          | 14 (58)          | 13 (55)          | 9 (49)           | 6 (42)           | 3 (38)           | 8.57 (47.42)     |
| 最低気温記録 °C （°F）                 | −7 (19)          | −8 (18)          | −3 (26)          | −1 (30)          | 1 (33)           | 2 (36)           | 6 (42)           | 6 (42)           | 3 (38)           | −3 (27)          | −5 (23)          | −7 (20)          | −8 (18)          |
| 降水量 mm （inch）                     | 97.3 (3.83)      | 111.8 (4.40)     | 91.4 (3.60)      | 20.3 (.80)       | 8.1 (.32)        | 1.8 (.07)        | 0.3 (.01)        | 3.8 (.15)        | 6.1 (.24)        | 15.7 (.62)       | 32.8 (1.29)      | 60.5 (2.38)      | 449.8 (17.71)    |
| 出典：The Weather Channel. August 2010 |                  |                  |                  |                  |                  |                  |                  |                  |                  |                  |                  |                  |                  |

| 湿度 (%) |      |      |
|          | 最高 | 最低 |
| 1月      | 70   | 50   |
| 4月      | 50   | 35   |
| 7月      | 50   | 38   |
| 10月     | 75   | 45   |
| 年間     | 61   | 42   |

卓越風向: 南西

平均風速: 7-11 マイル/時 (11–18 km/時)

## 人口動態
以下は2000年の国勢調査による人口統計データである。
| 基礎データ - 人口: 111,351人 - 世帯数: 36,421世帯 - 家族数: 28,954家族 - 人口密度: 1,097.3人/km2（2,841.9人/mi2） - 住居数: 37,272軒 - 住居密度: 367.3軒/km2（951.3軒/mi2） 人種別人口構成 - 白人: 75.0% - アフリカン・アメリカン: 1.3% - ネイティブ・アメリカン: 0.6% - アジア人: 7.6% - 太平洋諸島系: 0.2% - その他の人種: 12.9% - 混血: 2.4% - ヒスパニック・ラテン系: 28.7% 年齢別人口構成 - 18歳未満: 26.6% - 18-24歳: 14.0% - 25-44歳: 32.9% - 45-64歳: 28.9% - 65歳以上: 9.2% - 年齢の中央値: 36.4歳 - 性比（女性100人あたり男性の人口） - 総人口: 97.9 - 18歳以上: 95.6 | 世帯と家族（対世帯数） - 18歳未満の子供がいる: 42.5% - 結婚・同居している夫婦: 63.9% - 未婚・離婚・死別女性が世帯主: 10.7% - 非家族世帯: 20.5% - 単身世帯: 14.7% - 65歳以上の老人1人暮らし: 4.9% - 平均構成人数 - 世帯: 3.04人 - 家族: 3.33人 収入と家計（2007年推計） - 収入の中央値 - 世帯: 88,406米ドル - 家族: 91,658米ドル - 貧困線以下 - 対人口: 10.2% - 対家族数: 7.4% |

幼い子供を抱えた家庭の多くは1970年代と1980年代に近くのサンフェルナンド・バレーやさらに向こうのロサンゼルス市よりも手頃な住居費を求めてシミバレーに移ってきた

## 政治

### 市政府
シミバレー市政府は市政委員会・シティマネジャー方式を採用している。委員会は2年ごとに改選される1人の市長と4年任期の委員4人で構成されている。委員会は市検察官とシティマネジャーを指名し、シティマネジャーが市政の各部局を管理する。シティマネジャーは様々部局の長を指名し、市事務官および市財務官として行動する。
市は独自の警察部を運営しており、消防防火についてはベンチュラ郡消防部と契約している。市内には5か所の消防署があり、最近最新技術を駆使した警察署を建設した。アメリカン・メディカル・レスポンスがベンチュラ郡消防部との共同で救急救命医療を担当している。

### 州と連邦議会
カリフォルニア州議会では、上院の第19および下院の第37、第38選挙区に属している。連邦議会下院ではカリフォルニア州第24選挙区に属し、クック投票動向指数では共和党+5となっている。2010年時点ですべて共和党議員が務めている。
2004年アメリカ合衆国大統領選挙では、ジョージ・W・ブッシュが投票数の61％を獲得して、州平均の44％を大きく上回った。ジョン・ケリーは38％だった。2008年の選挙ではバラク・オバマが47％、ジョン・マケインが52％だった。
シミバレー市は2005年の調査で全国でも18番目に保守的な都市になった。

## 歴史的建造物

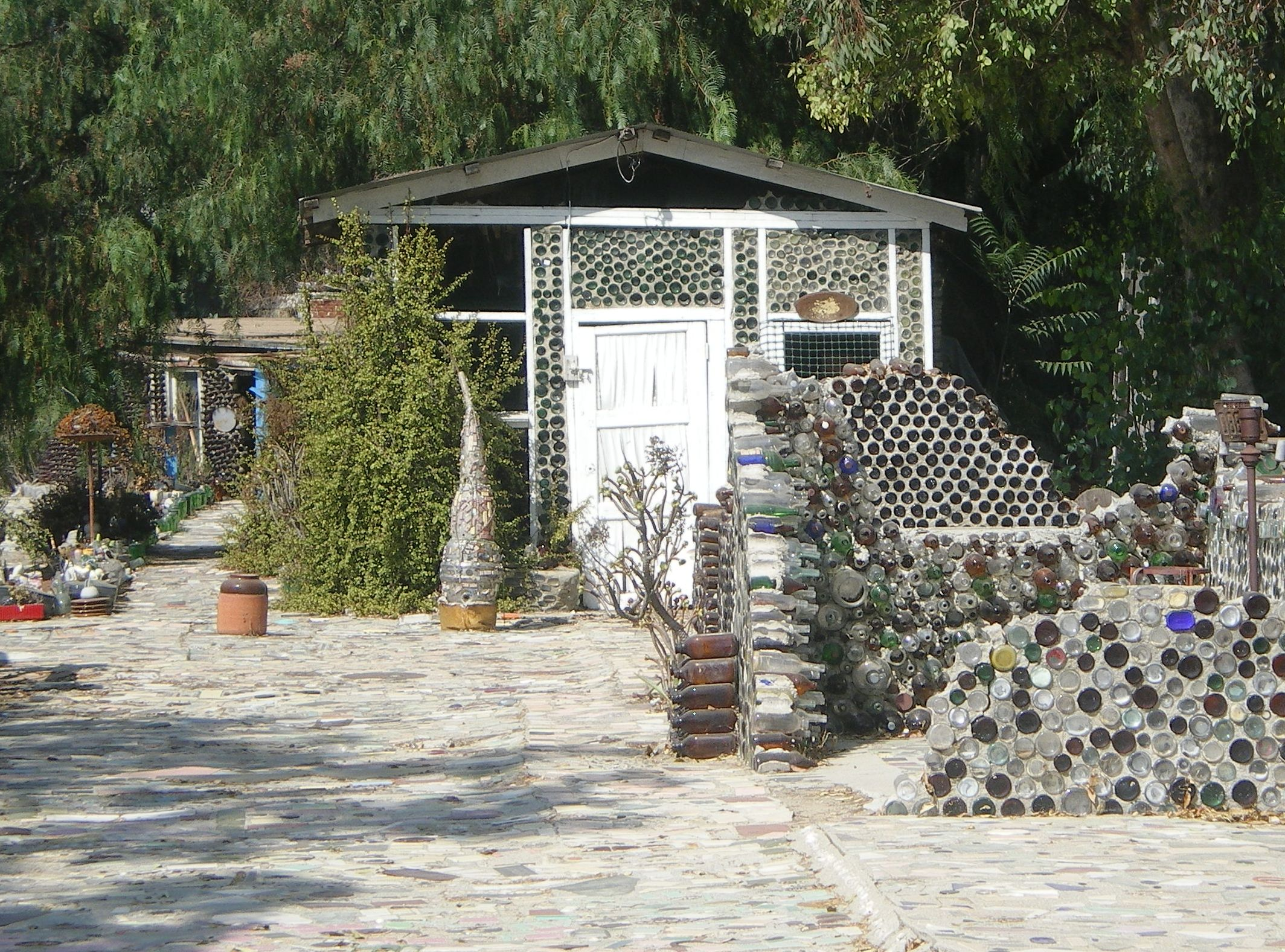
グランマ・プリスブリーのボトルヴィレッジ

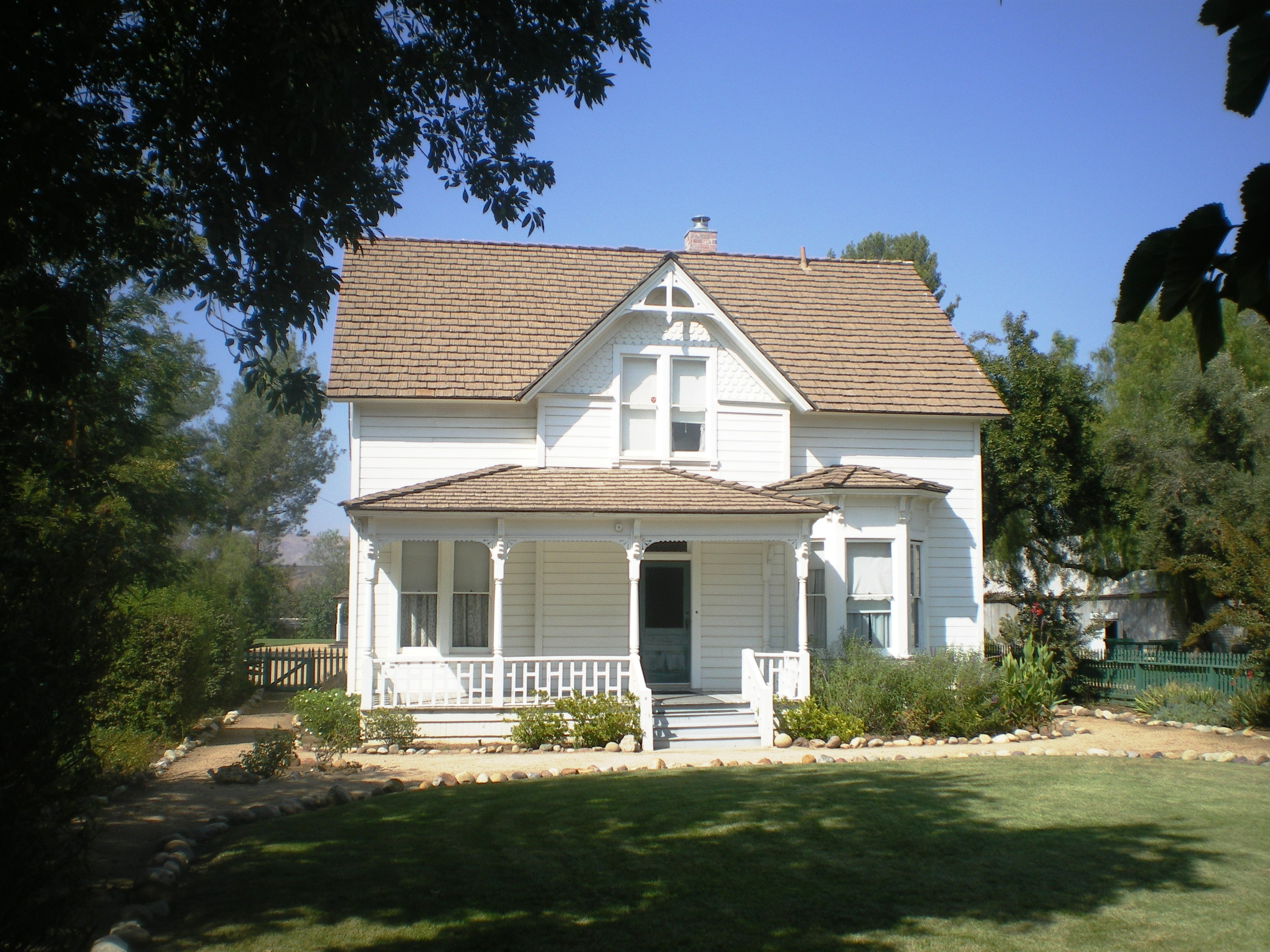
シミ・アドベ・ストラシアン・ハウス

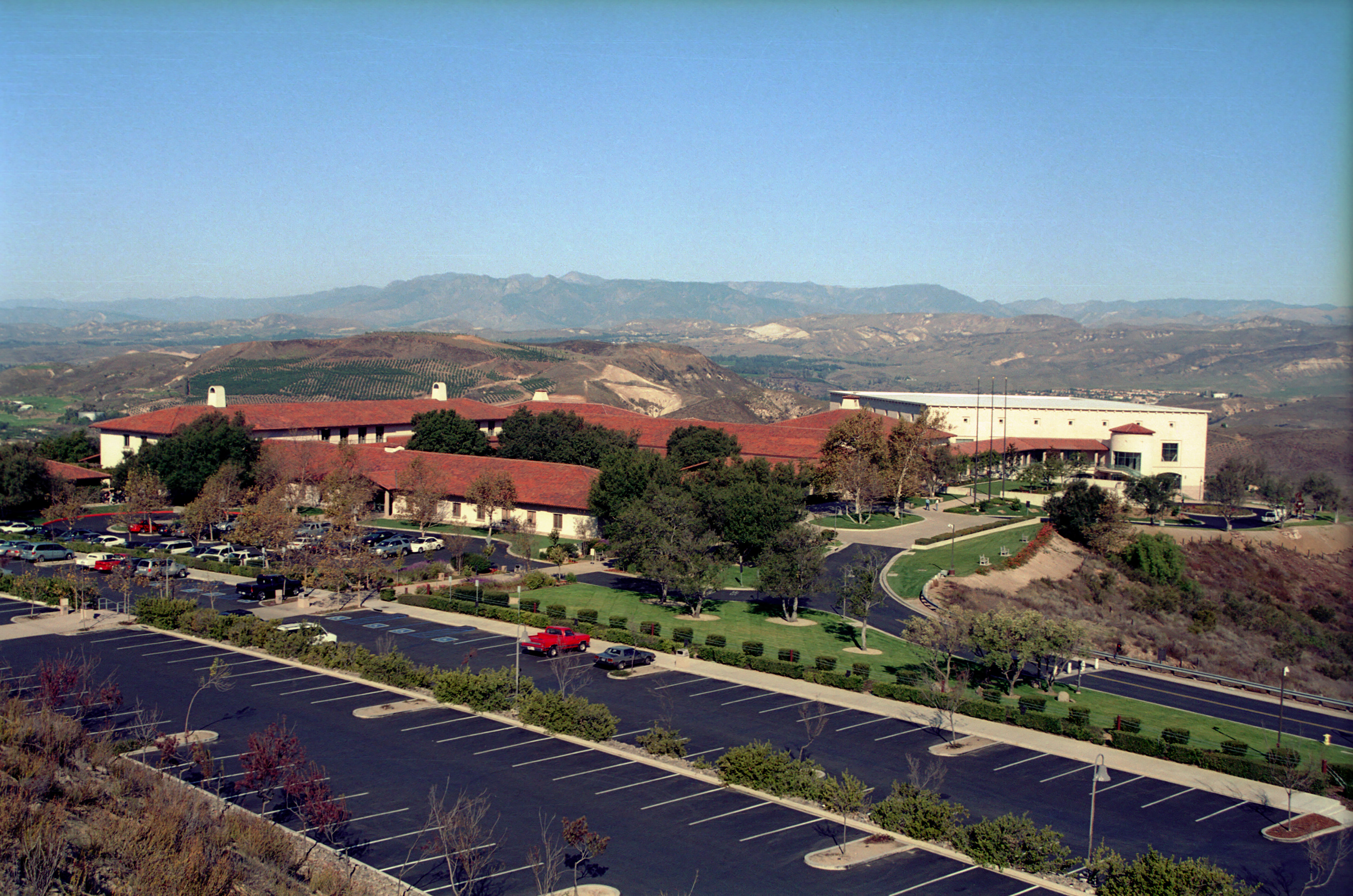
ロナルド・レーガン大統領図書館

市内にはカリフォルニア州歴史登録財が2つ有る。
グランマ・プリスブリーのボトルヴィレッジ - カリフォルニアの20世紀フォークアート環境で注目すべき集成である。1956年、当時60歳近かったトレッサ・プリスブレーがリサイクル品やゴミ捨て場から集めた廃品でできた寺院、歩道、彫刻および建物からなる風変わりな「村」の建設を始めた。その収集品を収めるための構造物を次から次に25年間作り続けた。モザイク柄の歩道にはタイル、貝殻、ドアノブ、アイロン、車の装飾品、宝石、食器、鋏、銃、玩具など、廃棄消費財から1950年代を想起できると想像できるもの数千を敷き並べた。当初、ボトル・ビレッジには13の建物と20の彫刻があった。1994年のノースリッジ地震で幾つかは大きな損傷を受けたが、1996年にアメリカ合衆国国家歴史登録財に登録された。
ランチョ・シミ、シミ・アドベ・ストラシアン・ハウス - スペインによるランチョ・サンホセ・デ・ヌエストラ・セニョーラ・デ・アルタガルシア・イ・シミの本拠となった所である。ランチョの名前「シミ」は、スペイン人が入る前にあったチュマシュ族インディアンの集落の名前「シミイ」から採った。広さ113,000エーカー (452 km²) のランチョ・シミは州内最大の特許土地だった。スペイン人とメキシコ人の2つの著名な家の名前がランチョの名前に足された。すなわち先ず土地特許を受けたサンティアゴ・ピコであり、1842年にピコ家から買収したホセ・デ・ラ・グエラだった。当初の干し煉瓦造りの部屋2部屋が残り、ストラシアンの家屋の一部に取り込まれた。ストラシアン歴史公園・博物館はランチョ・シミ・レクリエーション公園地区が所有し維持している屋外公園であり、シミバレー歴史協会との共同で運営されている。その家屋は歴史的家屋博物館として維持され、時代物の家具や道具が展示されている。シミ・アドベ・ストラシアン・ハウスに加えて、当初の場所から公園内に移転された様々な歴史的建物や構造物がある。この中には1924年建築のおもちゃ付き子供部屋、1902年建築のセントローズ・オブ・リマ・カトリック教会、初代のシミバレー図書館があり、2棟の納屋には農業道具や装置が揃っている。この施設もアメリカ合衆国国家歴史登録財に登録された。
シミバレーにはロナルド・レーガン大統領図書館がある。その開館以来100万人以上の観光客が訪れた。ワシントンD.C.で行われた国葬の後、レーガン元大統領は2004年6月にこの図書館に埋葬された。この図書館に隣接して、ニクソンからジョージ・W・ブッシュ大統領までが使ったボーイング707 SAM 27000（エアフォースワン）の格納庫があり、飛行可能な状態になっている。パビリオンの中には大統領が使った様々な自動車や専用ヘリコプターのマリーンワンも収められている。

## インフラ
1904年3月20日にサザン・パシフィック鉄道が開通させたモンタルボ短絡線はそのコースト・ラインの配置を改良するためのものであり、シミバレーを東西に抜けている。1905年、当時としては国内最長のトンネルがシミバレーの東側に貫通した。このトンネル第26号は現在も残り、シミバレーとサンフェルナンド・バレーとを繋いでいる。メトロリンクがこの線を買収した後は、シミバレー駅をアムトラックとメトロリンクが使用している。シミバレー交通のバス停がこの駅の前にある。シミバレーから北のサンタバーバラとサンルイスオビスポ、南のロサンゼルス、オレンジおよびサンディエゴ各郡に向かう接続便がある。これらの列車やバスは週7日運行され、シミバレー駅には1日数便が停車している。シミバレー駅は無人駅だが、切符は自動販売機から購入でき、列車に乗っている車掌、旅行社、電話注文、あるいはアムトラックやメトロリンクのウェブサイトからも購入できる。
アメリカ合衆国郵便公社がシミバレー郵便局、コピー・キング郵便局、およびマウント・マッコイ郵便局を運営している。

## 経済
シミバレーには2つの工業地帯がある。1つは東部に、1つは西部にある。主要工業は機械と工具で69社有り、次に素材産業で51社ある。その他の産業としては木材・木製品、食料品、プラスティック製品、アパレル・繊維および鉱物である。
現在はバンク・オブ・アメリカの貸金管理で最大の部門であるカントリーワイド・ホームローンズが1990年代から市内に本部を置いている。かつてはアパレルのビューグル・ボーイが入っていたマデラ通り近くの建物に入っており、他にタポキャニオン通りと第一通りにも施設がある。その最盛期には約1万人を雇用していた。
以前はフォルクスワーゲン・オブ・アメリカ・デザインセンターが、マデラ道路とコクラン道路に近いコストコ卸売りクラブの道路向かいにあった工業団地に入っていた。このセンターは2006年春にサンタモニカに移転した。ジェイ・メイズやフリーマン・トーマスのような著名自動車デザイナーがシミバレーにあったこのセンターを彼等の働き場所と呼んでいた。ニュービートルのオリジナル概念はジェイ・メイズが発案したものであり、このセンターを起源にしている。

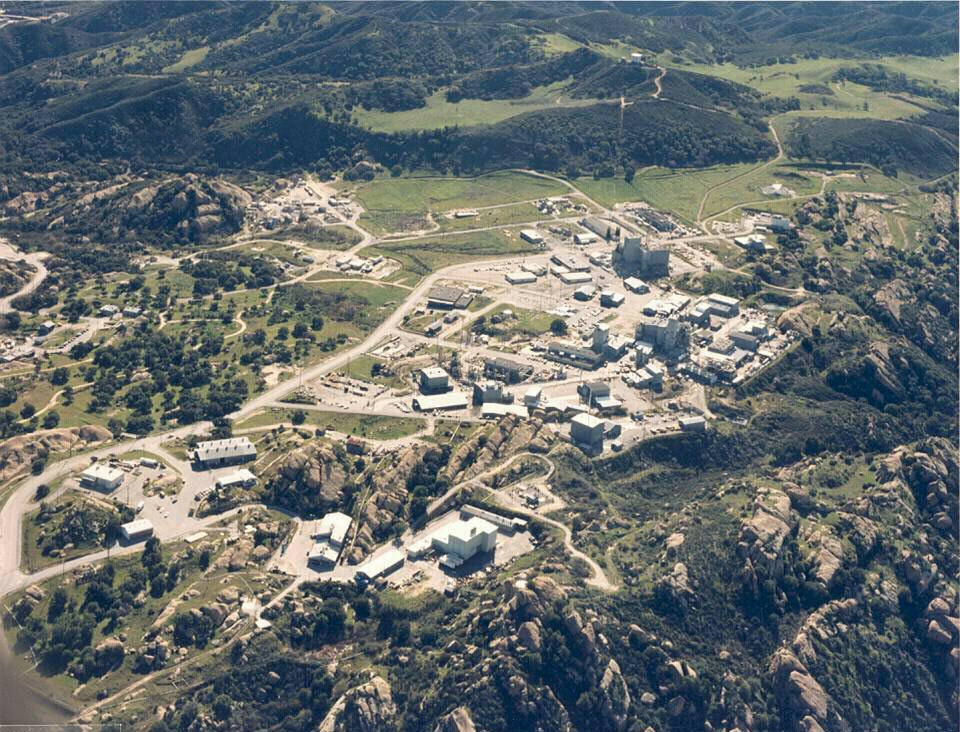
エネルギー技術工学センター

サンタスザーナ野外研究所は1948年からシミヒルズで運営されており、核開発やロケット開発を行ってきた。45年間近くアトミックス・インターナショナル社とロケットダイン社（当初はどちらもノースアメリカン・アビエーションの事業部）が運営していた。ロケットダイン社は様々な液体ロケットエンジンを開発し、この場所でロケットエンジンの試験を行った。その音がシミバレーでも聞こえることが多かった。アトミックス・インターナショナル社は1957年にアメリカ合衆国では初の公共電力を供給する原子炉であるナトリウム反応実験炉を建設した。ナトリウム反応実験炉は炉心が破損した1959年まで運転され、1960年に再開されたが1964年で止められた。この会社は宇宙で使う電力のための小型炉も設計、試験開発を担当した。1965年、SNAP-10Aがアメリカ合衆国で打ち上げられ宇宙で運転された核反応炉としては唯一のものになった。この研究所で運転された核反応炉は1980年のものが最後になった。サンタスザーナ野外研究所にはアメリカ航空宇宙学会とアメリカ原子力学会が歴史的と認定する場所がある。
サンタスザーナ野外研究所にはエネルギー技術工学センターもあった。このセンターでは1965年から1998年までアメリカ合衆国エネルギー省のために液体金属反応炉の研究と開発を行った。野外研究所と工学センターは1990年代以降は閉鎖されており、エネルギー省によって核施設の除染と解体、土壌と地下水の除染および跡地の回復が行われている。
サンタスザーナ野外研究所は多様な興味の焦点にある。アメリカ合衆国国家歴史登録財に挙げられているビューロフラッツ壁画洞窟が敷地内の合衆国政府が所有している土地の一部にある。洞窟の壁画は「南カリフォルニアで最も保存状態の良いインディアンの絵画」と言われてきた。

### 主要雇用主
シミバレーの包括的年間財務報告書2008年版によれば>、市内の大きな雇用主トップ10は以下の通りである。
| 順位 | 雇用主                                   | 従業員数 |
| ---- | ---------------------------------------- | -------- |
| 1    | シミバレー統合教育学区                   | 2,621    |
| 2    | ファーマーズ・インシュアランス・グループ | 990      |
| 3    | シミバレー病院                           | 878      |
| 4    | シミバレー市                             | 576      |
| 5    | エアロビロンメント                       | 565      |
| 6    | ランチョ・シミ公園レクリエーション地区   | 388      |
| 7    | ボンズ                                   | 355      |
| 8    | マギット・セイフティシステムズ           | 333      |
| 9    | ウォルマート                             | 247      |
| 10   | コストコ                                 | 241      |

### 事故
1959年7月、サンタスザーナ野外研究所のナトリウム反応実験炉が重大な事故を起こし、反応炉が損傷して放射性ガスを大気中に制御放出した。反応炉は修復され1960年9月に運転を再開した。この事故は地域社会の議論の的になってきた。現在の土地所有者ボーイング社に対する訴訟を支持することが意図された事故の技術的解析では、スリーマイルアイランド事故よりも多量の放射性物質が放出されたと主張している。ボーイング社の技術的な反論は事故当時に行われたモニタリングで許容できるだけの量の放射性ガスが放出されたことと、スリーマイルアイランド事故並の放出は不可能であることを示している。この訴訟は決着しボーイング社が多額の補償料を支払ったとされている。2009年9月、アメリカ合衆国エネルギー省が公営ワークショップを後援し、3人の核反応炉専門家が1959年7月事故の独立した解析を行っている。

## 教育
シミバレー市の公共教育はシミバレー統合教育学区が管轄している。シミバレー高校はMSNBCによる高校トップ1000校のリストで546位にランクされた。
近郷にある高等教育機関としては、ムーアパーク・カレッジ、カリフォルニア州立大学チャンネル諸島校、カリフォルニア・ルーテル大学、エタニティバイブル・カレッジ、ルイス・ブランデイス司法研究所、ペパーダイン大学、アメリカ・ユダヤ大学、カリフォルニア州立大学ノースリッジ校、カリフォルニア大学ロサンゼルス校がある。
シミバレー市内にはロイヤル高校など5つの高校がある。

## 図書館
公共図書館はベンチュラ郡図書館が14の図書館を運営しており、支所の1つがシミバレー市内にある。

## レクリエーション
シミバレー市内には20の市営公園と5つの郡営公園があり、地元では「フットヒルズ」と呼ばれているサンタスザーナ山脈の帯状の開放空間を保存している。ゴルフコースが6か所あり、カナンランチ住宅開発地にはハイカー、自転車乗りおよび乗馬者が楽しめる自然歩道がある。カレッジ野球チームのシミバレー・セネターズとカリフォルニア・オークスは、サウザンドオークスにあるカリフォルニア・カレッジリーグに属し地元ファンを楽しませている。
東部にあるロッキー峰にはマウンテンバイク、ハイキングおよび乗馬のための道がある。この道はクーナー道路またはハミングバード・トレイルと、ロッキー峰道路または主防火道路のチュマシュ・トレイルからアクセスできる。Gスポットと呼ばれるマウンテンバイクのダウンヒルコースは主防火道路からアクセスできる。
西部には多くの道路がマウンテンバイク、ハイキングおよび乗馬のために利用できる。主たるアクセス点はウッドランチ・パークウェイとロングキャニオン・パークウェイの交差点である。この道は西の高速道23号線から東のロケットダインの施設まで伸びており、ラングランチ・トレイル（ウェストレイクビレッジ）やアゴーラヒルズに始まるチェセブロ・トレイルとを繋いでいる。シミピークにはチェスブロ・トレイルにあるチャイナフラッツを経てこのトレイル体系からアクセスできる。アーマンドソンランチもこのトレイル体系を繋いでいる。

## 映画の中のシミバレー
シミバレーはハリウッドに近いこともあり、映画産業には好都合の場所であり続けている。市と周辺の丘は長寿命のラジオとテレビの西部劇『ガンスモーク』や医療ドラマ『マッシュ』など幾つかのテレビ映画の撮影場所に使われてきた。
- コリガンビル・ムービー・ランチは俳優レイ・"クラッシュ"・コリガンが1937年に設立し、1949年に一般公開されており、シミバレーの東端にあって多くの映画やテレビ番組の制作場所となった。今日、コリガンビル公園として公開されており、サンタスザーナ峠道路近くにある。
- 1970年代に人気のあったテレビドラマ『大草原の小さな家』は、シミバレーとサンタクラリタの北部、タポキャニオンの丘にあるビッグスカイランチの丘陵性の景色の中に制作された広大なセットで撮影された。小さな家そのものに加えて、ウォルナットグローブの町全体のセットが丘の上に造られた。主演のマイケル・ランドンはドラマの撮影終了後にこの町を吹き飛ばして、それが最終回のシーンに使われたが、小さな家そのものは残されていた。この家は2004年7月に地域で発生した大火で焼けるまでその場所に見ることができた。
- 1982年の映画『ポルターガイスト』は、シミバレー市ロクスベリー通りで撮影された。当時の家屋は新しく、通りの背後の土地は自由で、スタジオ用トラックが大量に近寄ることができた。映画で使われたフリーリング・ハウスは1994年のノースリッジ地震で大きな被害を受けた。
- 1986年の西部コメディ映画『サボテン・ブラザース』はシミバレーで撮影された。
- 1992年の映画『スニーカーズ』でプレイトロニクス玩具会社とその駐車場は、市内にあるカントリーワイド・ホームローンズのデータプロセッシング施設で撮影された。
- メル・ギブソンが主演した1992年の映画『フォーエヴァー・ヤング 時を超えた告白』では、試験飛行のシーンとハイウェイのカーチェイスのシーンがシミバレーの西端ムーアパークとの市境で撮影された。
- 1998年の映画『ビッグ・リボウスキ』で身代金受け渡し場所の道路標識はシミバレーを示している。
- ジェニファー・アニストン主演の2002年のブラックコメディ映画『グッド・ガール』で、「リテイル・ロデオ」のシーンはラルフのショッピングセンターで撮影された。セットは空き店舗の中に設営された。